# Banepa (arna)
Banepa és un gènere monotípic d'arnes de la família Crambidae. Conté només una espècie, Brevicella emarginata, que es troba a Nova Guinea.